# Michael Greis
Michael Greis (* 18. srpna 1976, Füssen, SRN, dnes Německo) je bývalý německý biatlonista, trojnásobný olympijský vítěz, trojnásobný mistr světa a vítěz celkového hodnocení světového poháru. Od 17. května 2019 je hlavním trenérem polského ženského týmu v biatlonu.

## Kariéra
Greisovou první velkou akcí v biatlonu byly zimní olympijské hry v Salt Lake City v roce 2002, kde skončil 15. ve sprintu a 16. ve stíhacím závodě.
Poprvé se výrazněji prosadil na domácím mistrovství světa 2004 v Oberhofu, kde zvítězil s německou štafetou. Na mistrovství světa 2005 v rakouském Hochfilzenu vybojoval svojí první individuálním medaili, když skončil druhý ve vytrvalostním závodě. Tehdy nestačil jen na Čecha Romana Dostála. Ve stejném roce pak získal v ruském Chanty-Mansijsku bronzové medaile se smíšenou štafetou.
Na zimních olympijských hrách 2006 v Turíně vybojoval hned tři zlaté medaile: ve vytrvalostním závodě, v závodě s hromadným startem a štafetě. Stal se tak nejúspěšnějším biatlonistou her a také první osobou, které se na jedněch olympijských hrách podařilo získat tři zlaté medaile. Posléze ho však na stejných hrách dorovnali korejští rychlobruslaři Jin Sun-ju a Ahn Hjun Soo. Díky úspěchu byl sportovními novináři v Německu jmenován sportovcem roku za rok 2006.
V sezóně 2006/07 opanoval celkové hodnocení světového poháru. Greis v této sezóně zvítězil v jednom závodě a celkově stál osmkrát na stupních vítězů. Navíc vyhrál i celkové hodnocení sprintu. Na mistrovství světa 2007 v italské Anterselvě si pak zajistil tři cenné kovy. Nejprve získal stříbrnou medaili ve vytrvalostním závodě, posléze vybojoval zlato v závodě s hromadným startem a s německou štafetou skončil třetí.
V sezóně 2007/08 se dařilo Greisovi dostávat na stupně vítězů pravidelně. Ve třech závodech zvítězil a třikrát skončil na 2. a také na 3. místě. Na mistrovství světa 2008 ve švédském Östersundu se neúčastnil sprintu a stíhačky ve snaze, aby byl oporou jak pro mužskou štafetu, tak i smíšenou štafetu. To se nakonec potvrdilo a i díky jeho výkonům získal s mužskou štafetou bronzové medaile a se smíšenou štafetou dokázal celý závod opanovat.
Před sezónou 2008/09 měl Greis vážné neshody s německým trenérem mužů Frankem Ullrichem. Důvodem bylo Ullrichovo autoritativní vedení týmu, které se Greisovi nelíbilo. Proto se rozhodl odejít z mužské skupiny a trénovat se sám. I po odchodu si udržel docela solidní výkon po celý rok, s dalšími dvěma vítězstvími ve světovém poháru a bronzovou medailí na mistrovství světa 2009 v Jižní Koreji.
V celkovém hodnocení světového poháru zvítězil v sezóně 2006/07. Čtyřikrát také zvítězil v celkovém hodnocení jednotlivých disciplín. Ve světovém poháru dokázal zvítězit ve 21 závodech, z toho 11 bylo individuálních.

## Výsledky

### Olympijské hry a Mistrovství světa
| Sezóna  | D   | Místo           | SP  | SZ  | HZ  | IZ  | ŠT | SŠT | Věk  |
| ------- | --- | --------------- | --- | --- | --- | --- | -- | --- | ---- |
| 2001/02 | ZOH | Salt Lake City  | 15. | 16. | –   | –   | –  | –   | 25,5 |
| 2002/03 | MS  | Chanty-Mansijsk | 29. | DNS | –   | –   | –  | –   | 26,6 |
| 2003/04 | MS  | Oberhof         | 5.  | 9.  | 21. | –   | 1. | –   | 27,5 |
| 2004/05 | MS  | Hochfilzen      | 6.  | 5.  | 10. | 2.  | 6. | –   | 28,6 |
| 2004/05 | MS  | Chanty-Mansijsk | –   | –   | –   | –   | –  | 3.  | 28,6 |
| 2005/06 | ZOH | Turín           | 33. | 8.  | 1.  | 1.  | 1. | –   | 29,5 |
| 2006/07 | MS  | Anterselva      | 19. | 12. | 1.  | 2.  | 3. | 5.  | 30,5 |
| 2007/08 | MS  | Östersund       | –   | –   | 13. | 36. | 3. | 1.  | 31,5 |
| 2008/09 | MS  | Pchjongčchang   | 7.  | 13. | DNF | 19. | 3. | 3.  | 32,5 |
| 2009/10 | ZOH | Vancouver       | 21. | 5.  | 10. | 10. | 5. | –   | 33,5 |
| 2010/11 | MS  | Chanty-Mansijsk | 9.  | 11. | 20. | 7.  | 7. | 2.  | 34,6 |
| 2011/12 | MS  | Ruhpolding      | 26. | 23. | 22. | 11. | 3. | –   | 35,6 |

Pozn. body za umístění z mistrovství světa či olympijských her se počítaly do světového poháru